# Micralestes holargyreus
Espèce
Synonymes
- Alestes brevipinnis Perugia, 1892
- Alestes holargyreus Günther, 1873
- Micralestes acutidens holargyreus (Günther, 1873)

Statut de conservation UICN

 DD  : Données insuffisantes
Micralestes holargyreus est une espèce de poisson appartenant à la famille des Alestidés.